# Actinote xanthobrunnea
Actinote xanthobrunnea är en fjärilsart som beskrevs av Hayward 1935. Actinote xanthobrunnea ingår i släktet Actinote och familjen praktfjärilar. Inga underarter finns listade i Catalogue of Life.